# Iguatemi (kommun)
Iguatemi är en kommun i Brasilien.   Den ligger i delstaten Mato Grosso do Sul, i den södra delen av landet, 1 100 km sydväst om huvudstaden Brasília. Antalet invånare är 14 887.
Följande samhällen finns i Iguatemi:
- Costa Rica
- Iguatemi

Trakten runt Iguatemi består i huvudsak av gräsmarker. Runt Iguatemi är det mycket glesbefolkat, med 5 invånare per kvadratkilometer.